# Nationaal park Serra do Itajaí
Nationaal park Serra do Itajai is een nationaal park in Brazilië in de staat Santa Catarina met een oppervlakte van 57374 ha. Het is gesticht in 2004. Het parkbeheer valt onder het Chico Mendes Instituut voor Biodiversiteitsbehoud (ICMBio).

## Karakteristiek
Het park Serra do Itajaí ligt in het stroomgebied van de rivier Itajaí. Het park omvat een representatief gedeelte van het Atlantisch Woud met submontane en montane delen.

## Fotogalerij

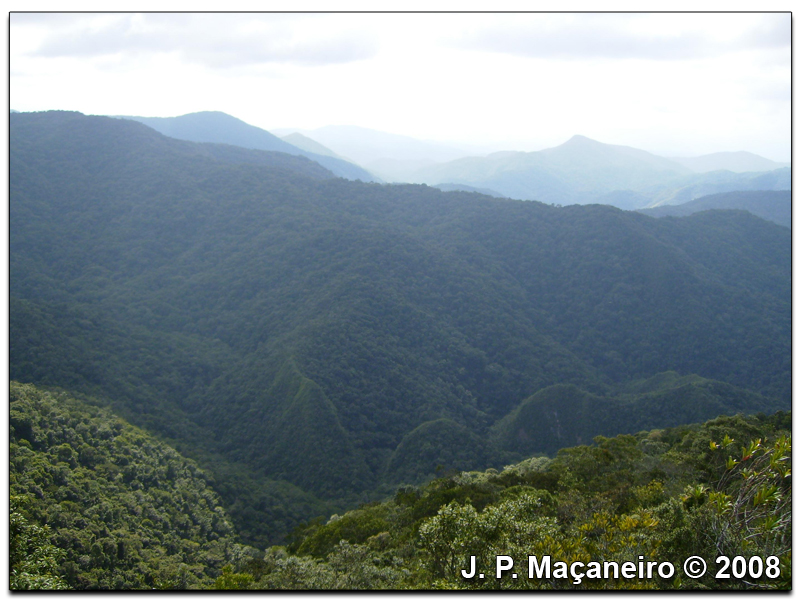
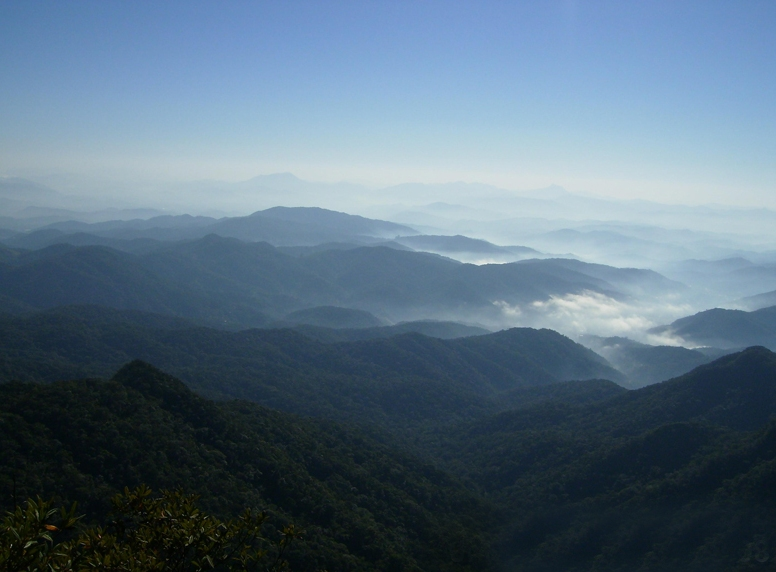